# 新哈特基
50°17′42″N 28°3′24″E / 50.29500°N 28.05667°E
新哈特基（烏克蘭語：Новохатки），是烏克蘭北部的村莊，隸屬日托米爾州的日托米爾區。該村始建於1620年，面積18.1平方公里，海拔高度241米，2001年人口26。